# 馬当路駅
馬当路駅（ばとうろ-えき）は中華人民共和国上海市黄浦区に位置する上海軌道交通の駅である。

## 利用可能な鉄道路線
上海軌道交通
■9号線
■13号線
- 上海地下鉄13号線は2010年10月30日まで「万博専用線（世博専線）」として、上海国際博覧会の場内交通の扱いとして先行開業していた。万博開催時は9号線から連続して乗車することはできなかったため、連絡通路はすべて閉鎖されていた。乗り換えるためにはいったん地上に出て、上海万博の9号門を出入しなければならなかった。当然13号線に乗車するためには上海万博への入場が必要であった。なお、2015年12月19日、13号線が正式開通し、当駅の13号線ホームも再使用されるようになった。

## 駅構造

### 9号線
- 相対式ホーム2面2線の地下駅。なお、両線の間には留置線があり、その線は13号線連絡路につながっている。

### 13号線
- 相対式ホーム2面2線の地下駅。

## 歴史
- 2009年12月31日 - 9号線開通。
- 2010年4月20日 - 13号線が万博専用線として先行開業。
- 2010年11月1日 - 13号線万博専用線が一時営業休止のため、当駅の13号線ホームも一時閉鎖。
- 2015年12月19日 - 13号線が正式に開通。

## 隣の駅
上海軌道交通
■9号線
打浦橋駅 - 馬当路駅 - 陸家浜路駅
■13号線
一大会址・新天地駅 - 馬当路駅 - 世博会博物館駅